# ブルハーン・ニザーム・シャー2世

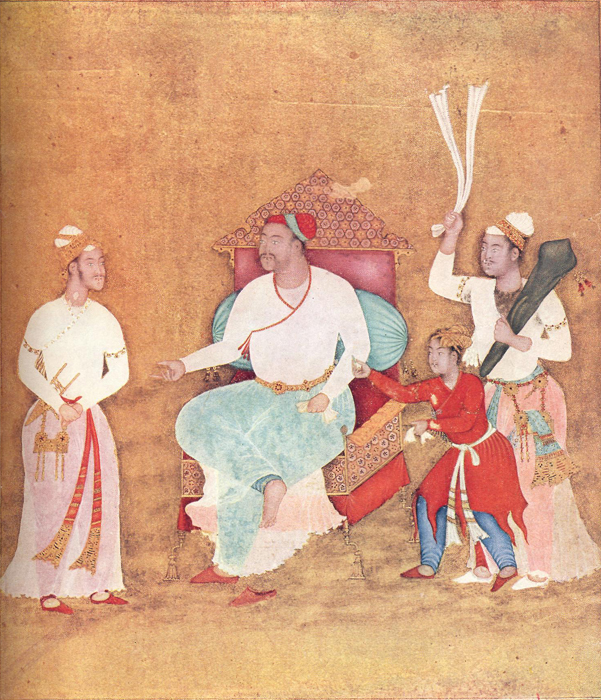
ブルハーン・ニザーム・シャー2世の肖像。

ブルハーン・ニザーム・シャー2世（在位: 1591年 – 1595年）は、デカン高原付近のアフマドナガル王国の支配者。フサイン・ニザーム・シャー1世とクンザ・フマーユーン・ベーグムの息子。支配中はアフマドナガルを統治した。
ブルハーン・ニザーム・シャーは虚弱体質で、国家を支配するほどの能力はなかったため支配期間は短かった。また、女性とワインに夢中であったがために結果自身の転落に繋がった。
1595年に死亡した際、権力を巡り内戦が発生した。最終的に実権は幼い娘であったチャンド・ビビに受け継がれた。